# 万航渡路2170号
万航渡路2170号（又稱上棉五厂或国棉五厂或上海第五棉纺厂）位于中華人民共和國上海市长宁区万航渡路2170号，占地面积3.25万平方米，最初为1919年丰田纱厂建设所用（日商丰田佑吉开设），1950年改名国营上海第五棉纺织厂（丰田纺织一、二厂合并，简称国棉五厂），1958年改名上海第五棉纺厂（简称上棉五厂），1960年华阳棉纺织二厂纺部及48家小布厂人员并入上海第五棉纺厂。该地一直作为上海第五棉纺厂使用直至上棉五厂迁出，创邑对此改造并改名为“创邑河”对外出租，层高5米，建筑面积4700平方米。